# Cheiracanthium eutittha
Cheiracanthium eutittha es una especie de araña araneomorfa del género Cheiracanthium, familia Cheiracanthiidae. Fue descrita científicamente por Bösenberg & Strand en 1906.
Habita en Taiwán, Japón y Corea.